# 絨毛小奧德蘑
絨毛小奧德蘑，分布於北半球，屬奧德蘑屬，色通常為淡褐色。另外，該種野菇也是常見土棲腐生的中小型菇類，生長於春夏季的中海拔林區，數天生，肉質稍韌，可供食用且味道佳。